# 旅人たちへ
「旅人たちへ」（たびびとたちへ）は、浅岡雄也の4枚目のシングル。

## 解説
以後、発売されたアルバムへ収録された際にはリミックスされたものが収録され、シングルバージョンは今作のみの収録である。

## 収録曲
1. 旅人たちへ
作詞：Karin、浅岡雄也　作曲：阿部靖広　編曲：板垣祐介
2. めぐりめぐる 〜Love is You〜
作詞：浅岡雄也　作曲：浅岡雄也　編曲：田辺トシノ
  - サークルKサンクスによる企画コンピレーション『サークルKサンクスpresents compi vol.2』に収録されたもの。
3. Feel
作詞：浅岡雄也、Karin　作曲：山川恵津子　編曲：田辺トシノ